# M91 (astronomia)
M 91 (nota anche come  NGC 4548) è una galassia a spirale barrata visibile nella costellazione della Chioma di Berenice; fu scoperta da Charles Messier nel 1781 e poi riscoperta da William Herschel tre anni dopo. Fa parte dell'Ammasso della Vergine.

## Osservazione

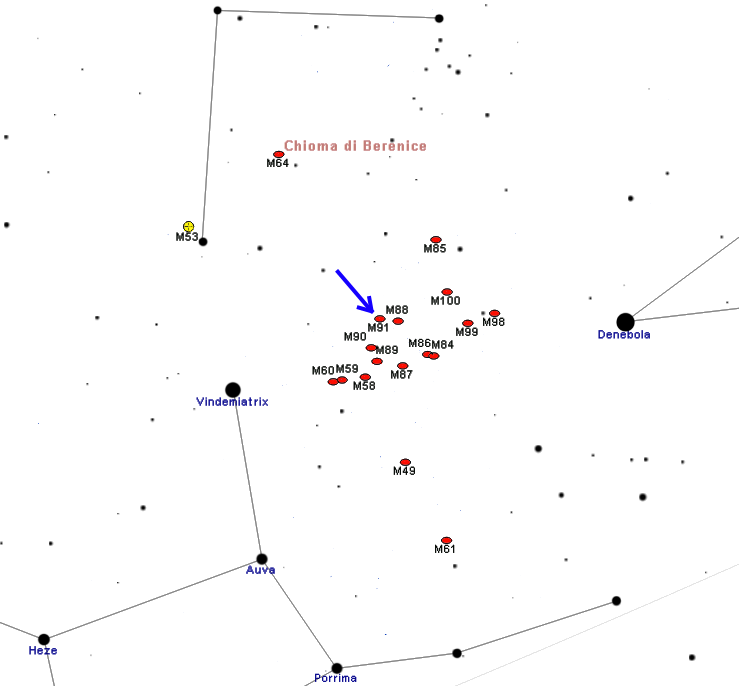
Mappa per individuare M91.

M91 si trova in una regione di cielo priva di stelle di riferimento, fra le costellazioni della Vergine e della Chioma di Berenice; la si può trovare circa a metà strada e poco a nord della linea che congiunge le stelle Denebola e Vindemiatrix, un po' più spostata verso quest'ultima. Si tratta di uno degli oggetti di Messier più difficili in assoluto da individuare: la sua luminosità è al limite della visibilità con un binocolo di media potenza, ma la sua sfuggevolezza lo rende un oggetto piuttosto difficile da osservare anche in strumenti come un telescopio da 80 mm; la caratteristica più evidente è la sua barra centrale, visibile solo come una macchia allungata in senso ENE-WSW anche in un telescopio da 150 mm di apertura. Il suo alone, esteso a nord e a sud, si evidenzia nelle foto digitali o a lunga posa, oppure con strumenti da 200 a 300 mm di apertura.
M91 può essere osservata con facilità da entrambi gli emisferi terrestri e da tutte le aree abitate della Terra, grazie al fatto che la sua declinazione non è eccessivamente settentrionale; dalle regioni boreali è maggiormente osservabile e si presenta estremamente alto nel cielo nelle notti di primavera, mentre dall'emisfero australe appare mediamente più basso, ad eccezione delle aree prossime all'equatore. Il periodo migliore per la sua osservazione nel cielo boreale è quello compreso fra febbraio e agosto.

## Storia delle osservazioni
La galassia fu scoperta da Charles Messier nel corso del 1781, che la inserì nel suo celebre catalogo e ne fornì i dettagli osservativi: afferma infatti che si tratta di una nebulosa senza stelle estremamente debole; assieme a questa il Messier scoprì un gran numero di altre galassie in questa regione di cielo. A causa di un suo errore di calcolo tuttavia questa galassia rimase uno degli "oggetti perduti" del Catalogo di Messier: lo stesso William Herschel, che la riosservò tre anni dopo, credette infatti di aver a che fare con un oggetto del tutto nuovo, mentre le sue ricerche condotte alle coordinate fornite dal Messier non ottennero alcun risultato, facendolo convincere che il suo collega avesse probabilmente osservato una cometa di passaggio. Padre Heinrich Louis d'Arrest giunse invece alla conclusione che quest'oggetto non esistesse più da tempo.

## Caratteristiche
M91 possiede un diametro pari a circa 80 000 anni luce, dunque sarebbe più piccola della nostra Via Lattea; anche la sua massa, pari a 90 miliardi di masse solari, è inferiore. La classificazione secondo la sequenza di Hubble è SBb, ossia una galassia spirale barrata di tipo intermedio; la sua distanza è stimata sui 63 milioni di anni luce. La sua velocità radiale è di 400 km/s in recessione: ciò vuol dire che, rispetto all'ammasso della Vergine, M91 ha un considerevole moto di avvicinamento rispetto a noi (700 km/s). La velocità di recessione rispetto a noi dell'ammasso della Vergine, infatti, è di circa 1100 km/s. Nei suoi bracci di spirale non sono mai state osservate supernovae.

### Libri
- (EN) Stephen James O'Meara, Deep Sky Companions: The Messier Objects, Cambridge University Press, 1998, ISBN 0-521-55332-6.

### Carte celesti
- Toshimi Taki, Taki's 8.5 Magnitude Star Atlas, su geocities.jp, 2005. URL consultato il 7 novembre 2010 (archiviato dall'url originale il 5 novembre 2018). - Atlante celeste liberamente scaricabile in formato PDF.
- Tirion, Rappaport, Lovi, Uranometria 2000.0 - Volume I - The Northern Hemisphere to -6°, Richmond, Virginia, USA, Willmann-Bell, inc., 1987, ISBN 0-943396-14-X.
- Tirion, Sinnott, Sky Atlas 2000.0 - Second Edition, Cambridge, USA, Cambridge University Press, 1998, ISBN 0-933346-90-5.
- Tirion, The Cambridge Star Atlas 2000.0, 3ª ed., Cambridge, USA, Cambridge University Press, 2001, ISBN 0-521-80084-6.